# Woonplaats in Nederland
De woonplaats is de aanduiding van de vestigingsplaats, zoals in de postale adressering gebruikelijk is. Het is onderdeel van het adres van een gebouw. Een volledig adres in Nederland bestaat uit woonplaats, straat en huisnummer. Het adres dient voor de identificatie van gebouwen, van belang onder andere voor de postbezorging en voor politie en hulpdiensten. In het bevolkingsregister staat van iedere ingezetene met een vaste woon- of verblijfplaats het adres vermeld.
Woonplaatsen in Nederland kunnen steden zijn maar ook dorpen of gehuchten. Het is een kwestie van lokale traditie welke van deze drie men kiest. 
Plaatsen zonder woonplaatsstatus worden in Nederland buurtschappen genoemd. Een buurtschap maakt deel uit van een andere plaats voor de postale adressering.

## Onderverdeling
In Nederland zijn het de gemeenten die bepalen hoe hun gebied is onderverdeeld in woonplaatsen. Ook de verdere onderverdeling in straten en huisnummers is een zaak van de gemeente. De registratie van de gebouwen vindt plaats in een landelijk systeem, de Basisregistratie Adressen en Gebouwen (BAG) dat wordt beheerd door het Kadaster.

### Grenzen
Onderdeel van dit systeem is ook de vastlegging van de grenzen tussen de woonplaatsen. Deze moet zodanig zijn dat er geen gebieden overblijven, ook geen gebieden zonder gebouwen, die tot geen enkele woonplaats behoren. Een woonplaats behoeft geen aaneengesloten gebied te zijn, maar kan bestaan uit meer dan één gebied. Dit is bijvoorbeeld het geval met de woonplaats Amsterdam. Tot 2014 was Amsterdam Zuidoost een woonplaats, die niet grensde aan de woonplaats Amsterdam. Sinds 2014 is Zuidoost een deel van de woonplaats Amsterdam, die uit twee gebieden bestaat die niet aan elkaar grenzen. Grote gemeenten verdelen in de regel hun gebied in wijken en buurten. Deze indeling maakt echter geen deel uit van de officiële adressering en komt dus ook niet voor in de BAG.  

### Gemeente
Het maken van een onderverdeling door een gemeente van haar gebied in woonplaatsen is de bevoegdheid van de gemeenteraad. Er gelden hiervoor geen regels. Gemeenten hanteren in dezen een verschillend beleid. Zo heeft de gemeente Enschede, toen deze in oostelijke richting uitbreidde, de woonplaats Glanerbrug opgeheven en vanaf dat moment deel laten uitmaken van de woonplaats Enschede. Anders is het gegaan in de gemeente Utrecht na de annexatie van de buurgemeente Vleuten-De Meern. De gemeente Utrecht vóór de annexatie bestond uit één woonplaats. Hoewel werd overwogen Vleuten-De Meern in te lijven bij de woonplaats Utrecht, is dit niet gebeurd en zijn er nu vier woonplaatsen binnen deze gemeente.

### Kernen
Op het platteland bestaan sommige gemeenten uit tientallen woonkernen. Ook hier kan de gemeente deze naar believen bundelen tot woonplaatsen. Over het algemeen worden om praktische redenen kleine woonkernen bij grotere woonplaatsen ondergebracht, maar er is geen wet die hiertoe verplicht.

## Aantal woonplaatsen in Nederland
De ontwikkeling van het aantal woonplaatsen in Nederland staat voor de periode na 2008 weergegeven in onderstaande tabel. Hieruit valt op te maken dat hoewel het aantal gemeenten in Nederland kleiner wordt, het aantal woonplaatsen in deze periode vrijwel gelijk is gebleven.
| Peildatum      | Aantal woonplaatsen | Aantal gemeenten | Wijzigingen in woonplaatsen | Ref    |
| -------------- | ------------------- | ---------------- | --- | ------ |
| 1 januari 2009 | 2.500               | 441              | |        |
| 1 januari 2010 | 2.497               | 431              | opgeheven: - Blauwestad (gem. Reiderland) - Blauwestad (gem. Scheemda) - Oosterhout (gem. Nijmegen) - Ressen (gem. Nijmegen) gecreëerd: - Blauwestad (gem. Oldambt) |        |
| 1 januari 2011 | 2.496               | 418              | opgeheven: - Zwaagdijk (gem. Wervershoof) | [ 5 ]  |
| 1 januari 2012 | 2.503               | 415              | opgeheven: - Zwaagdijk (gem. Medemblik) gecreëerd: - Doeveren - Hedikhuizen - Heesbeen - Herpt - Oudheusden - Son en Breugel - Zwaagdijk-Oost - Zwaagdijk-West      | [ 7 ]  |
| 1 januari 2013 | 2.503               | 408              | | [ 8 ]  |
| 1 januari 2014 | 2.501               | 403              | opgeheven: - Smilde (gem. Assen) - Son - Breugel gecreëerd: - Amsterdam-Duivendrecht                                                                                | [ 10 ] |
| 1 januari 2015 | 2.499               | 393              | opgeheven: - Amsterdam-Zuidoost - Berg en Dal (gem. Ubbergen) | [ 11 ] |
| 1 januari 2016 | 2.500               | 390              | gecreëerd: - Hoef en Haag | [ 12 ] |
| 1 januari 2017 | 2.502               | 388              | gecreëerd: - Harkstede (gem. Groningen) - Lageland (gem. Groningen)                                                                                                 | [ 13 ] |
| 1 januari 2018 | 2.501               | 380              | opgeheven: - Koolwijk | [ 14 ] |
| 1 januari 2019 | 2.500               | 355              | opgeheven: - Boerakker (gem. Leek) - Boerakker (gem. Marum) gecreëerd: - Boerakker (gem. Westerkwartier)                                                            | [ 15 ] |
| 1 januari 2020 | 2.500               | 355              | | [ 16 ] |
| 1 januari 2021 | 2.500               | 352              | | [ 17 ] |
| 1 januari 2022 | 2.501               | 345              | gecreëerd: - Reeve | [ 18 ] |
| 1 januari 2023 | 2.501               | 342              | | [ 19 ] |
| 1 januari 2024 | 2.501               | 342              | | [ 20 ] |
| 1 januari 2025 | 2.501               | 342              | | [ 21 ] |